# Nazionale femminile under 17 di calcio della Scozia
La nazionale Under-17 di calcio femminile della Scozia, in inglese Scotland women's national under-17 football team, è la rappresentativa calcistica femminile internazionale della Scozia formata da giocatrici al di sotto dei 17 anni, gestita dalla Federazione calcistica della Scozia (Scottish Football Association - SFA).
Come membro dell'UEFA partecipa a vari tornei di calcio giovanili internazionali riservati alla categoria, come al Campionato mondiale FIFA Under-17, Campionato europeo UEFA Under-17 e ai tornei ad invito come l'italiano Torneo dei Gironi.
L'unico significativo risultato sportivo ottenuto dalla nazionale fu la qualificazione all'Europeo di Inghilterra 2014, dove venne eliminata già alla fase a gironi.

## Partecipazioni ai tornei internazionali

### Piazzamenti agli Europei Under-17
- 2008: Non qualificata
- 2009: Non qualificata
- 2010: Non qualificata
- 2011: Non qualificata
- 2012: Non qualificata
- 2013: Non qualificata
- 2014: Fase a gironi
- 2015: Non qualificata
- 2016: Non qualificata
- 2017: Non qualificata
- 2018: Non qualificata
- 2019: Non qualificata
- 2020 - 2021: Tornei annullati
- 2022: Non qualificata
- 2023: Non qualificata

### Piazzamenti ai Mondiali Under-17
- 2008: Non qualificata
- 2010: Non qualificata
- 2012: Non qualificata
- 2014: Non qualificata
- 2016: Non qualificata
- 2018: Non qualificata
- 2022: Non qualificata